# 岑特巴赫河
50°6′29.3″N 11°20′24.6″E / 50.108139°N 11.340167°E

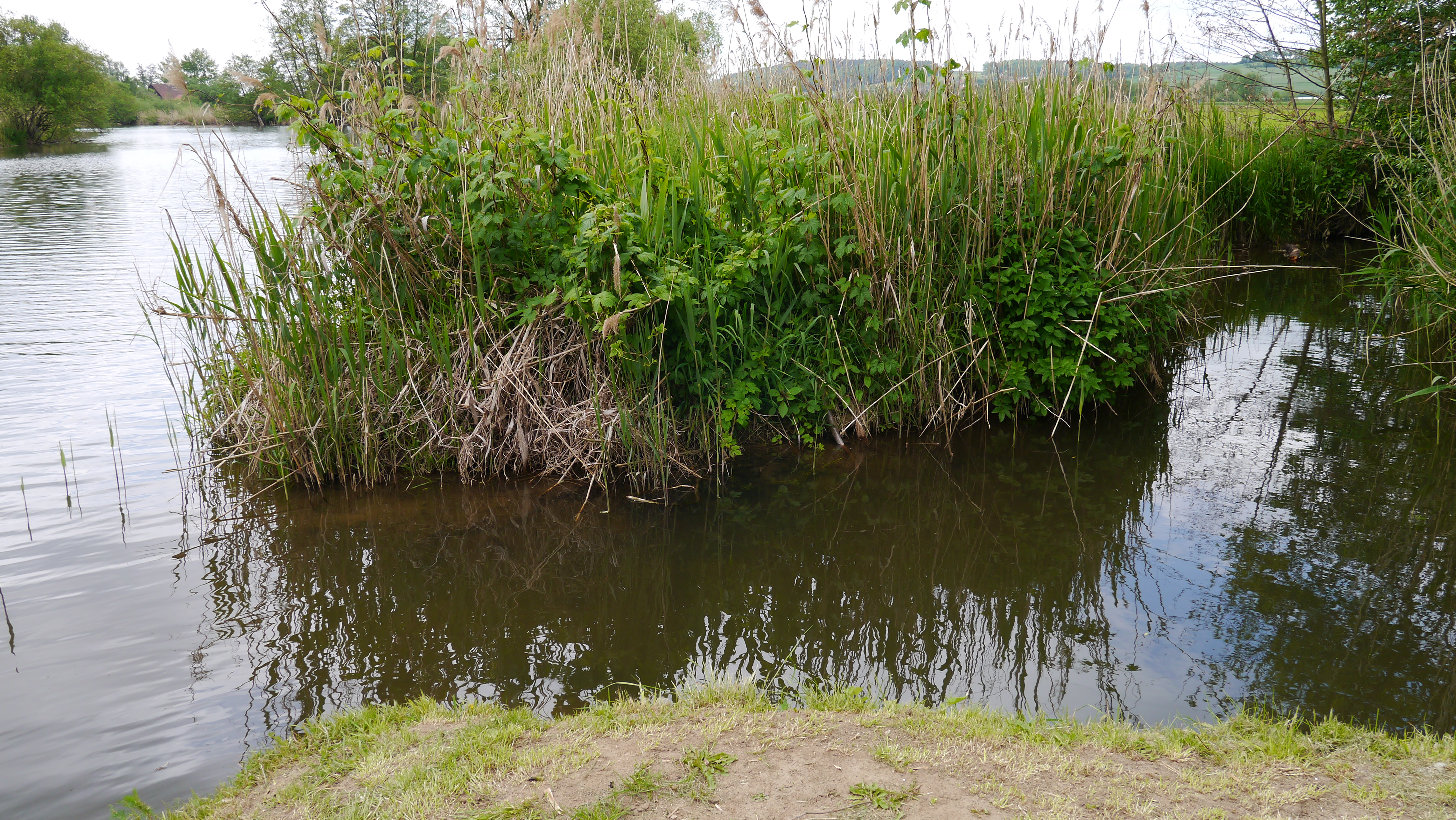

岑特巴赫河是德國的河流，位於該國東南部，由巴伐利亞負責管轄，屬於美因河的右支流，河道全長9公里，流域面積18.1平方公里，流經庫爾姆巴赫縣。